# Miliči
Míliči so naselje v Sloveniji.

## Zgodovina
Vas je ustanovil stotnik Ivan Lenković, ki je tu naselil skupino srbskih Uskokov, katerih potomci še danes živijo tu.

## Geografija
Povprečna nadmorska višina naselja je 255 m. Leži ob cesti Adlešiči-Marindol-Žuniči.
Pomembnejša bližnja naselja so: Adlešiči (5,5 km) in Črnomelj (17 km).
V vasi, na razglednem griču, stoji v lipovem gaju pravoslavna cerkev sv. Petra in Pavla. Od cerkve je lep razgled proti Hrvaški in Cazinski krajini.